# كيرلي بيرد
كيرلي بيرد (بالإنجليزية: Curley Byrd)‏ هو مهندس مدني ومهندس أمريكي، ولد في 12 فبراير 1889 في كريسفيلد في الولايات المتحدة، وتوفي في 2 أكتوبر 1970.